# Wimmenumer Molen
Wimmenumer molen is een poldermolen in het poldergebied van Wimmenum nabij het Nederlandse dorp Egmond aan den Hoef. In 1774 werd deze molen gebouwd voor de bemaling van de Wimmenumer polder als vervanger van een wipmolen die een jaar eerder door storm vernield werd.

## Geschiedenis
De polder werd vanaf ongeveer midden 16e eeuw bemalen door de genoemde wipmolen. Tot 1951 is de molen in functie gebleven, daarna is de bemaling overgenomen door een nabij geplaatst elektrisch gemaal.
In 1953 werd de molen verhuurd aan een particulier, die de molen twee jaar later kocht van het waterschap. Deze particulier was P.Th. Zwijnenberg (1912-1996), de vader van de latere eigenaar Eric Zwijnenberg.
De eerste jaren was het uitsluitend een zomerverblijf, maar in 1967 werd hij weer maalvaardig gerestaureerd, en sinds die tijd maalt de molen weer regelmatig. Sinds 1973 neemt de molen deel aan de Nationale Molendag, die op initiatief van Eric Zwijnenberg was ontstaan.

## Naamgeving
De Wimmenumer molen is vernoemd naar het gehucht Wimmenum, dat ten noorden van Egmond aan den Hoef is ontstaan. De heerlijkheid Wimmenum was in de 17de eeuw grafelijk bezit tot het door Jan Six werd aangekocht. Het was daarna een tijdje zelfstandig, van 1811 tot 1815 deel van Bergen, en in 1857 bij Egmond-Binnen gevoegd.
In oudere bronnen, zoals bijvoorbeeld het Aardrijkskundig Woordenboek der Nederlanden uit 1848 van Abraham Jacob van der Aa wordt de molen wel genoemd als deel van de Wimmenumer-polder, maar niet als zodanig benoemd.
Een eerste vermelding van de naam Wimmenumer Molen is te vinden in het boek Derper-Hoever-Binder: over geschiedenis en volksleven van De Drie Egmonden van Kathinka Lannoy en Bob Dennebom uit 1969.

## Fotogalerij
Wimmenumer Molen in de omgeving

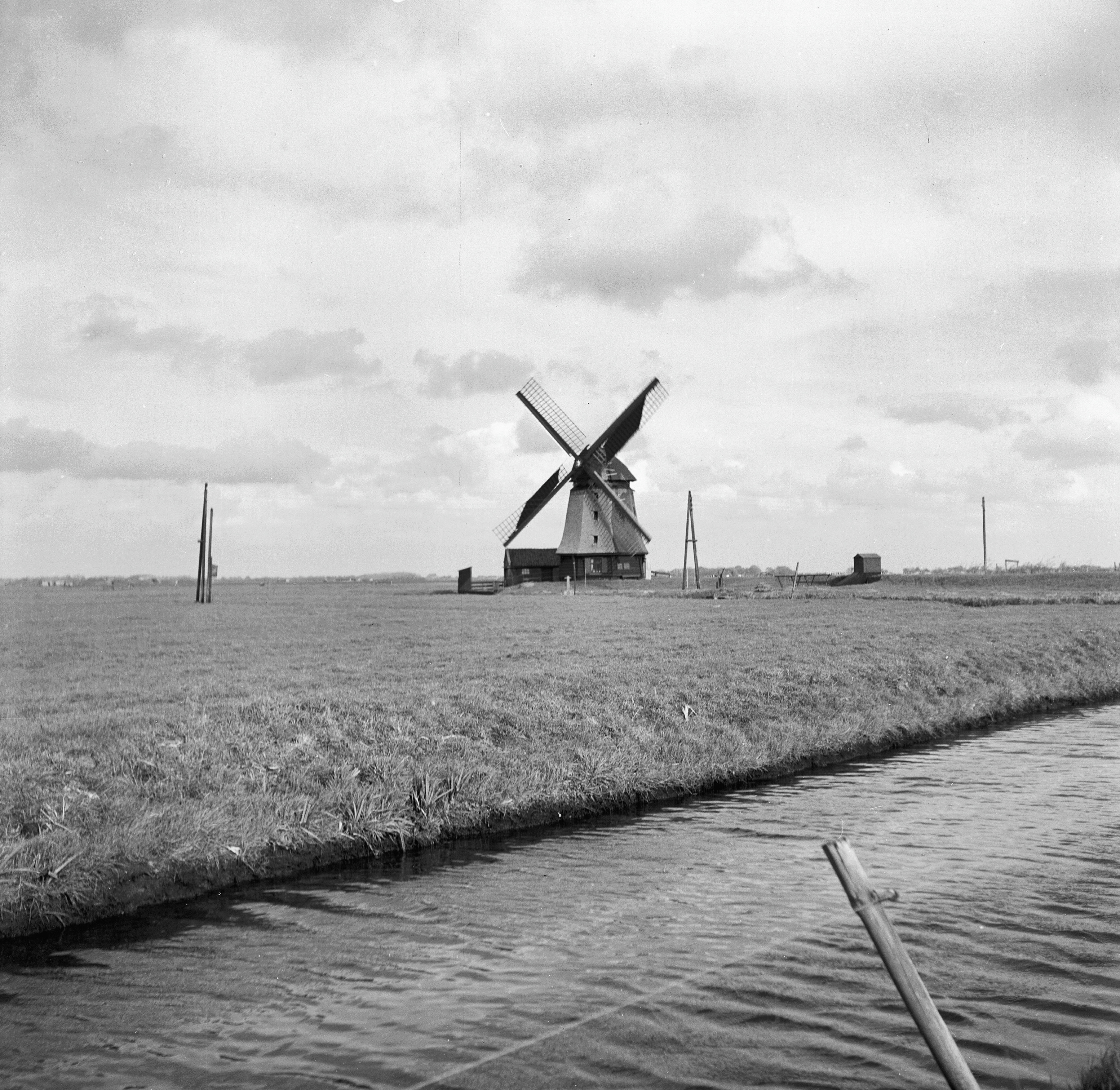
Grondzeiler in het landschap
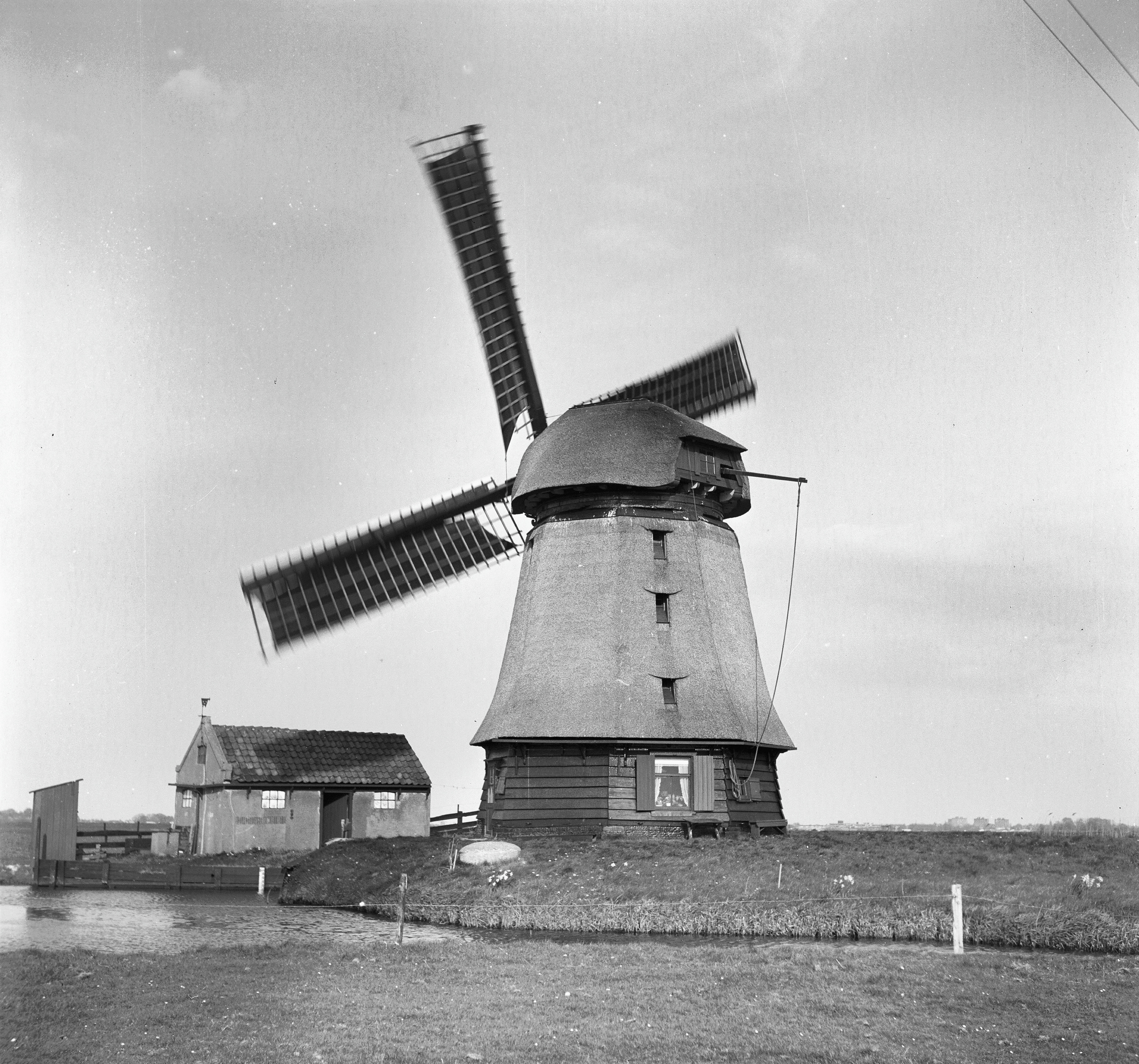
Grondzeiler met zeilen op de wieken
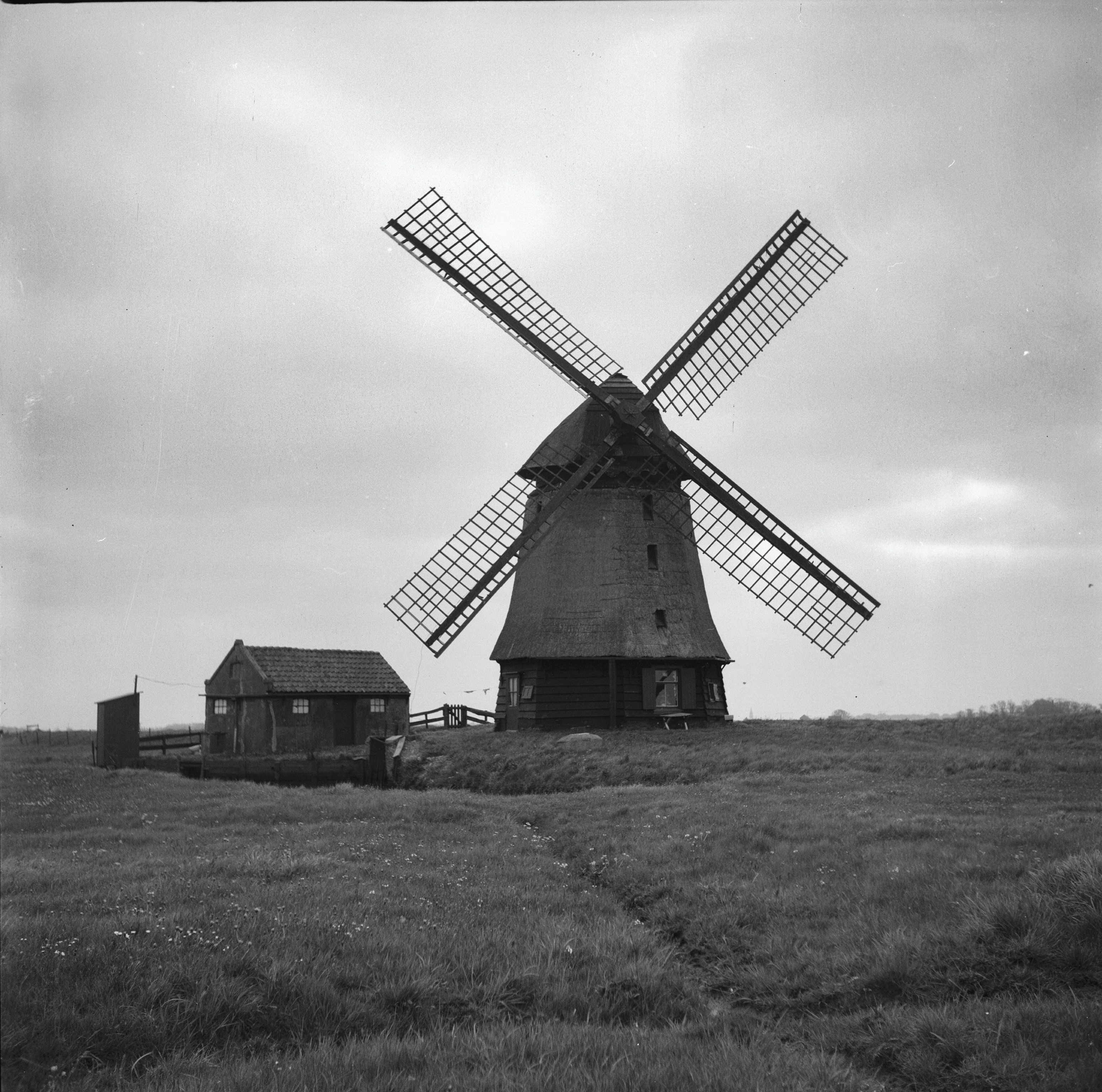
Week-end verblijf in 1974

Wimmenumer Molen behuizing

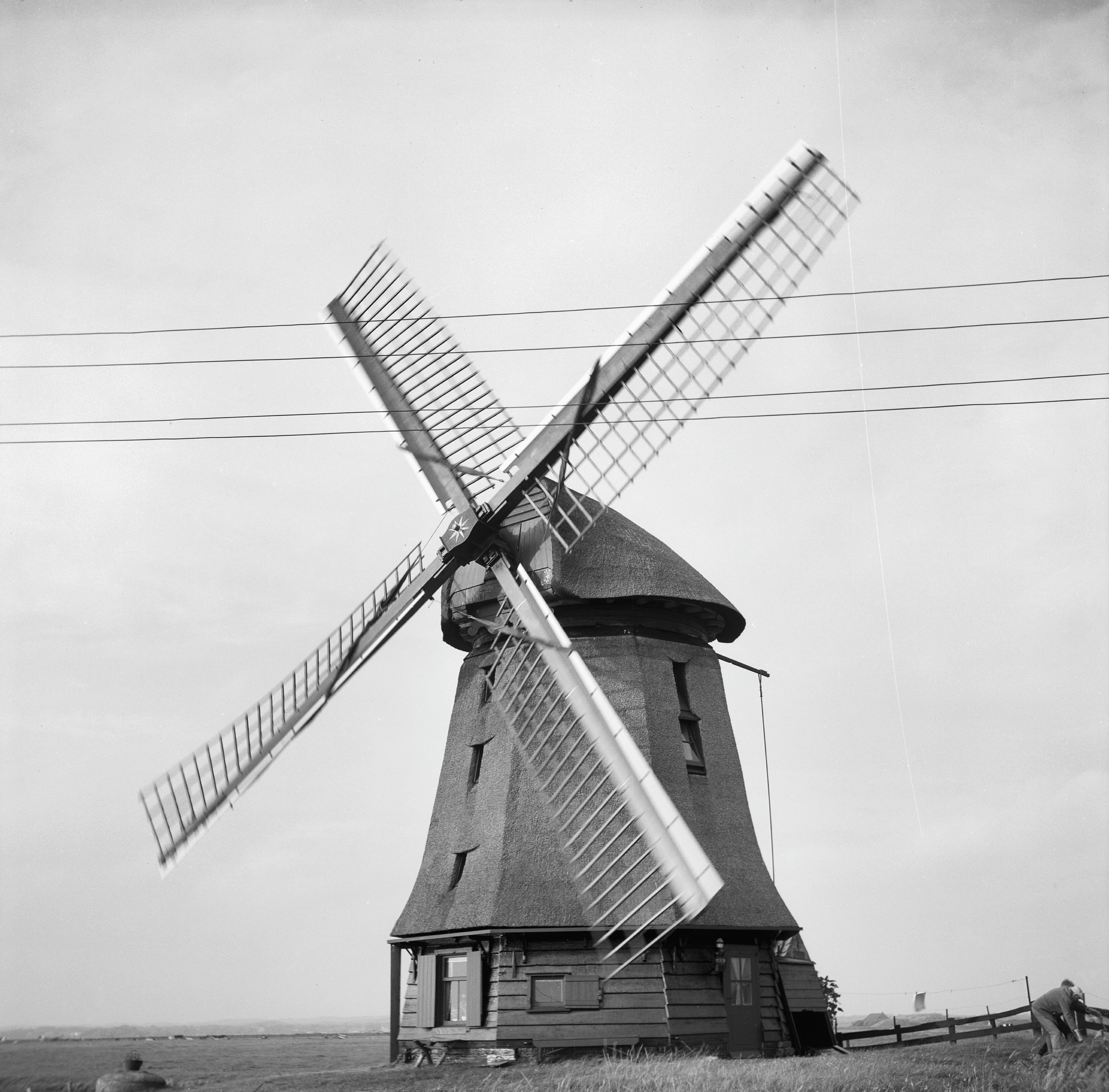
Grondzeiler van opzij
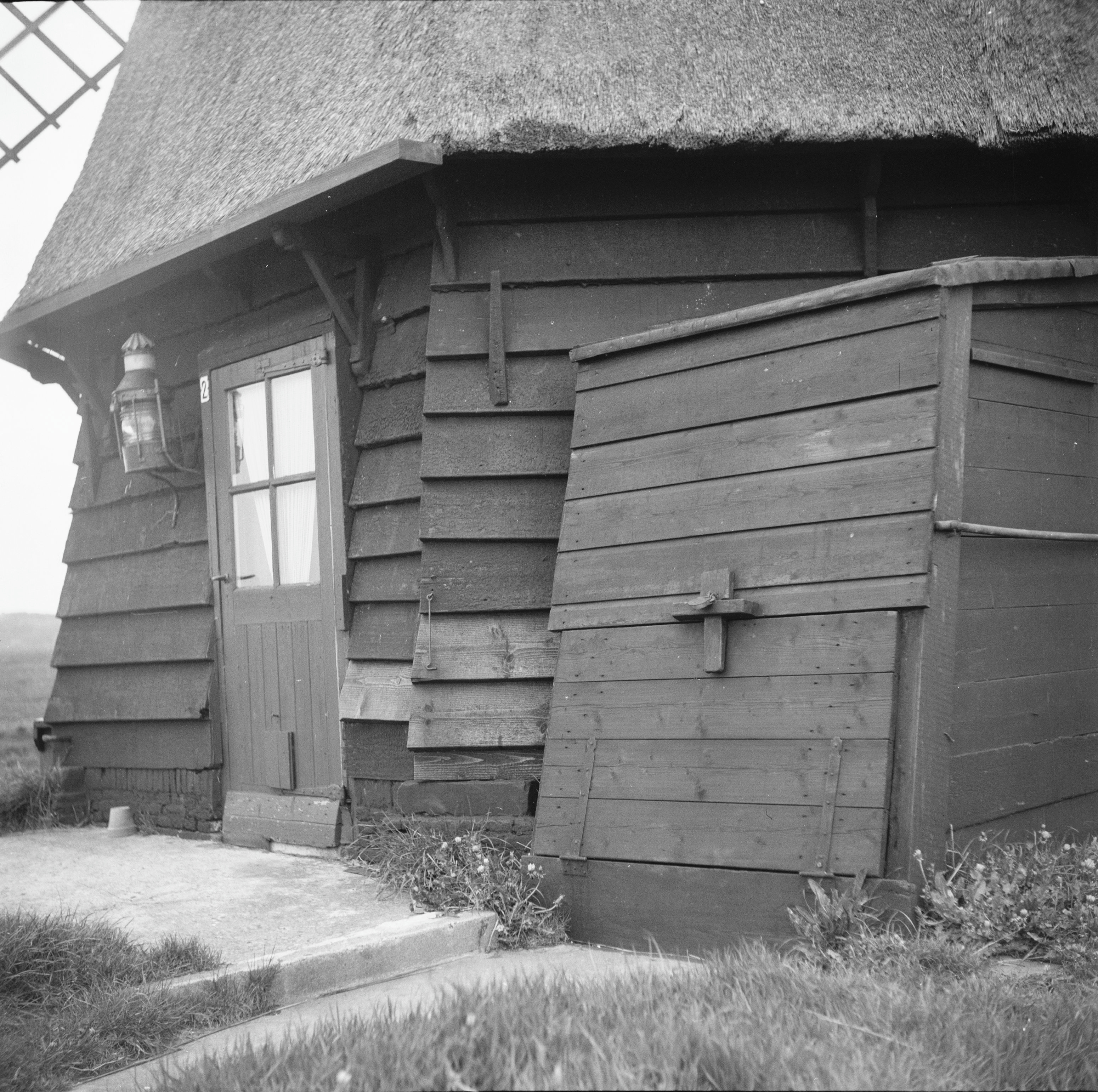
Deur met schepradkast
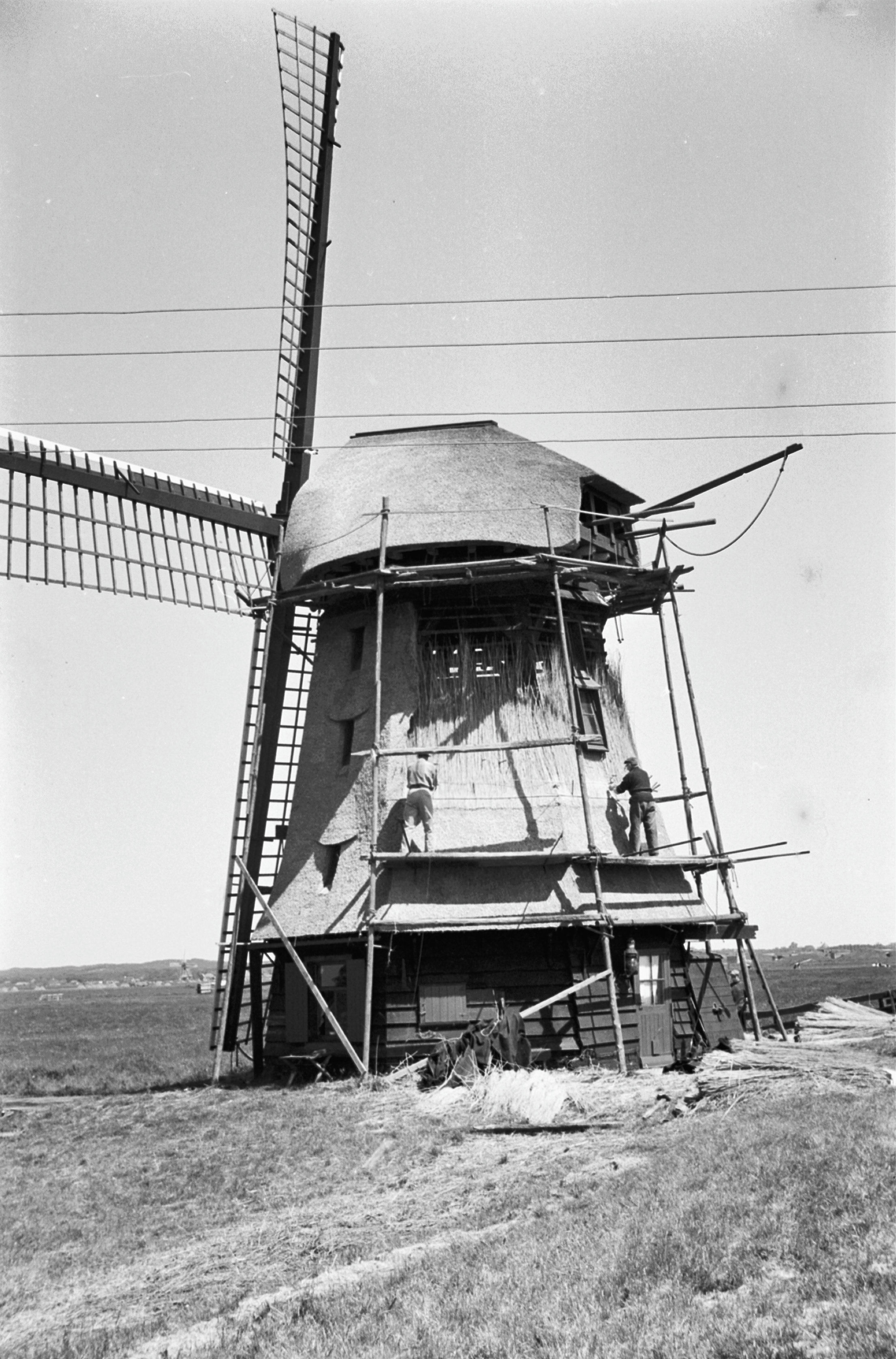
Rietdekkers aan het werk

Wimmenumer Molen wipmolen techniek

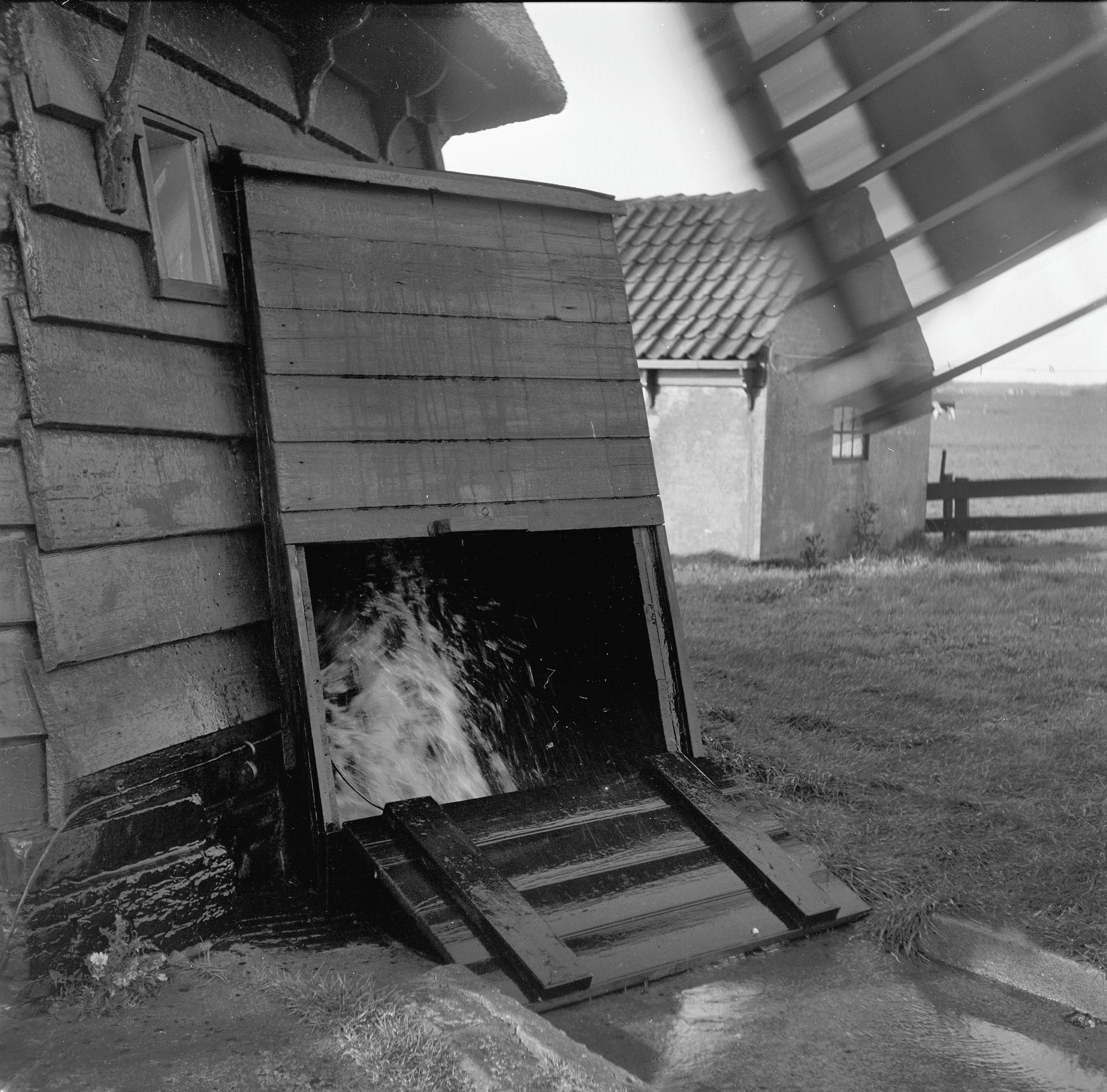
Wachtdeur van poldermolen
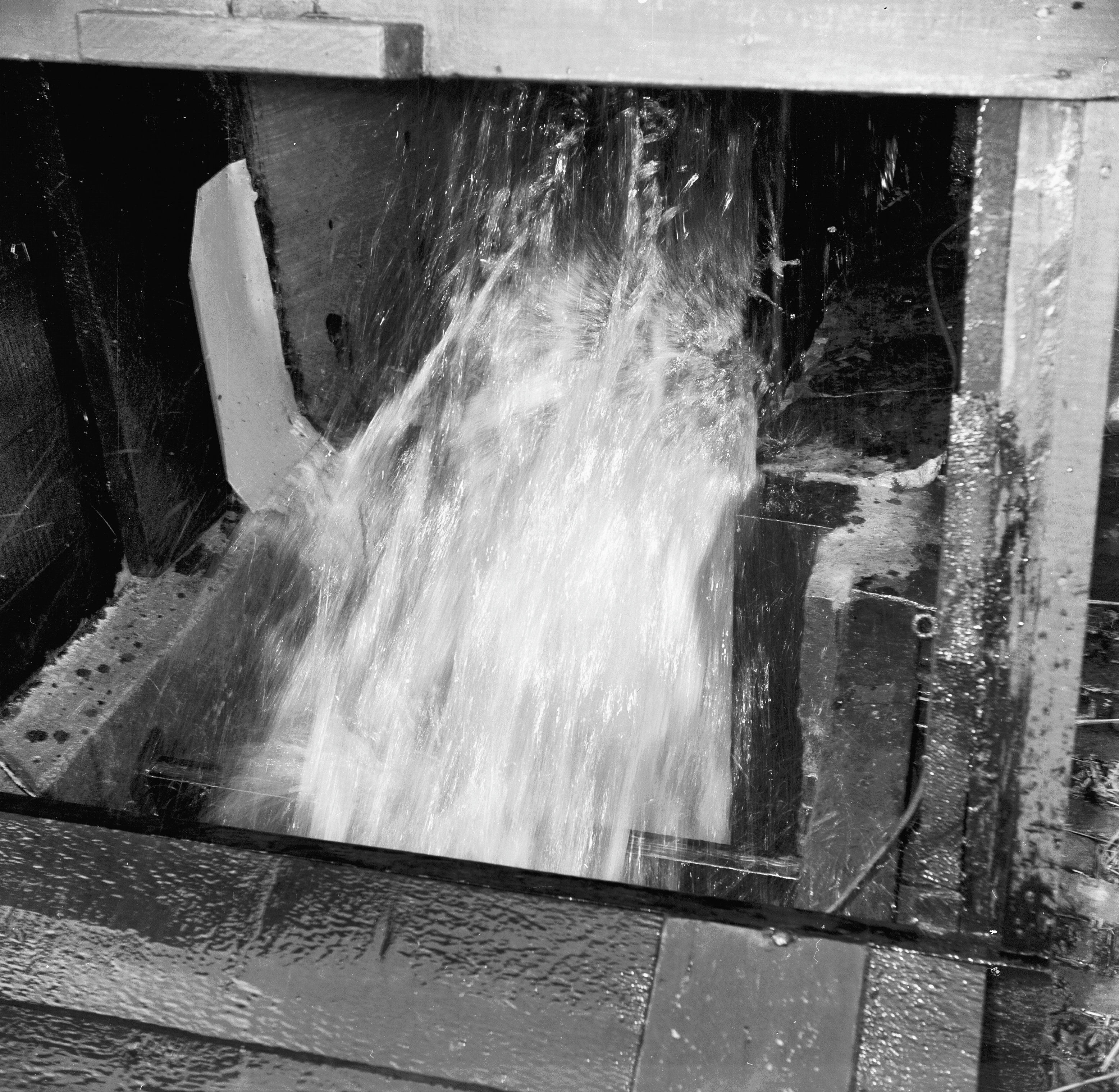
Scheprad
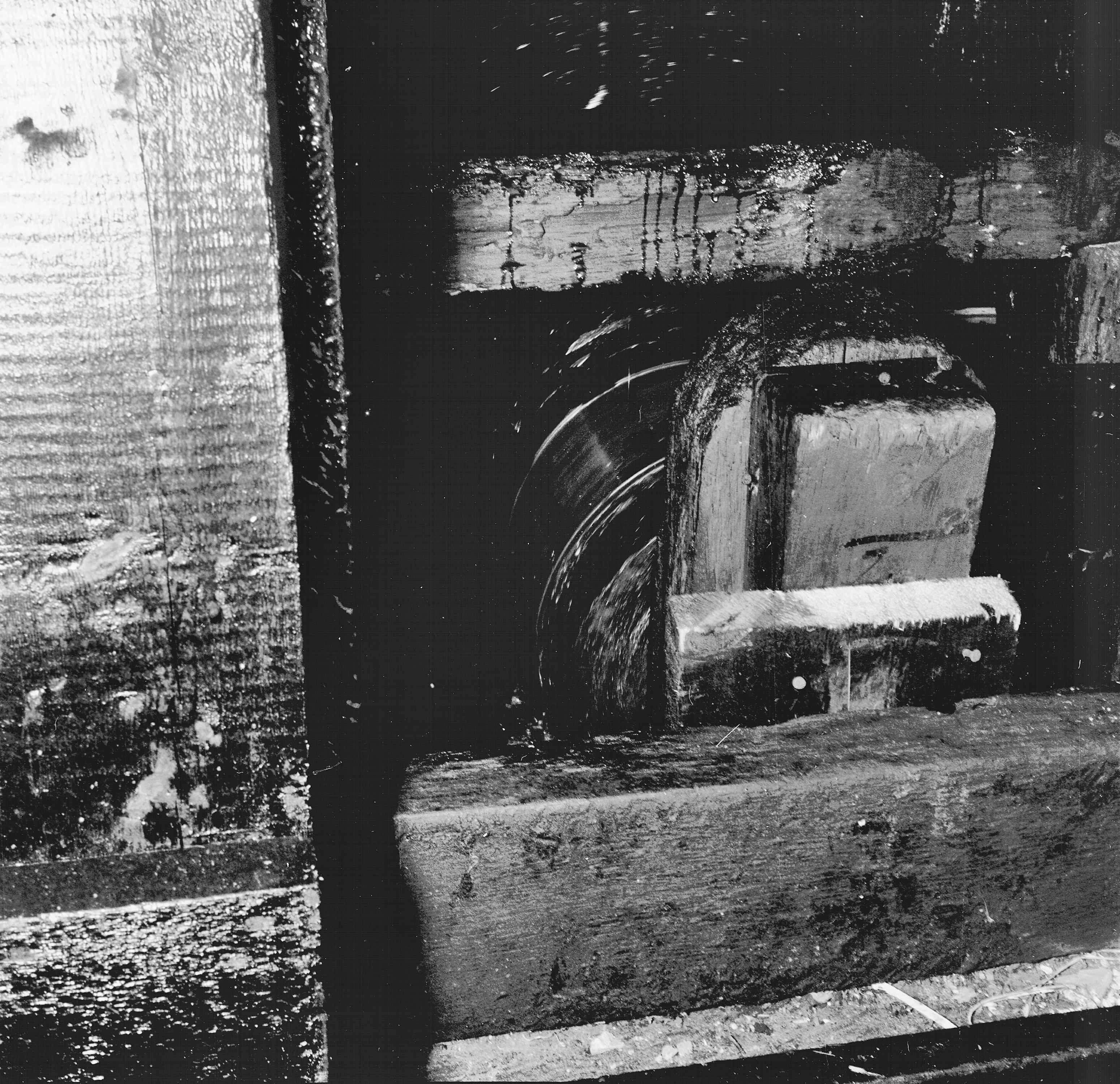
Houten wateras met stalen schenen